# Top TV
A Top Tv (The Hungarian Music Channel) volt az első magyar zenecsatorna, egyben az első magyar műholdas tematikus televízióadó, mely 1995. június 12-től 1996. május 30-ig sugárzott.

## A kezdetek
A Top Tv akkor kezdte sugározni az adását, amikor az MTV Europe lekódolta és fizetős rendszerűvé tette a saját programját. Mivel a magyar kábelszolgáltatók nem voltak hajlandók megfizetni az MTV Europe által kért, háztartásonként havi 15 centes díjat, kapóra jött nekik a magyar zenecsatorna indulása, s a Top Tv egyik napról a másikra jelent meg a kínálatukban az MTV Europe helyén.
A Top TV főigazgatója Radó Péter, műsorigazgatója Gorbói Tamás, főszerkesztője Pethő Judit, zenei főszerkesztője Buza Sándor, főgyártásvezetője Balla István, gyártásvezetője Cser Kovács Gábor és Prigl László, művészeti igazgatója és az arculatterv készítője Kapitány Iván volt.
A csatorna indulásakor sugárzott első klip az Eagles Hotel California című felvétele volt.
A kábeltelevíziók és tematikus csatornák hazai elterjedésének hőskorszakában indult Top Tv hamar népszerűvé vált a fiatalok körében.

## Eltérések más tévécsatornákkal
A Top Tv 24 órás adásából 18 óra saját gyártású, főleg élő műsor volt, viszonylag kevés ismétléssel.
A műsorban 30-70%-os arányban játszották hazai, illetve külföldi előadók, együttesek klipjeit, országos nyilvánossághoz juttatva ezzel olyan magyar zenészeket, akiknek semmilyen más lehetőségük nem volt erre.
A csatorna zenei főszerkesztője tudatosan zeneileg felkészült műsorvezetőket válogatott a Top Tv stábjába - Balázsy Panna, Császár Előd, Csiszár Jenő, Palotás Petra, Pánczél Gábor, Rákay Kálmán (Philip), Szulák Andrea, Zana Zoltán, Bodrogi András (KID) Szabó Tamás vagy a Kimnowak-os Nagy Gergely. A Top Tv-n nem volt ritka egy-egy Sex Pistols, vagy Queen videóklip sem, így a csatornát nem csak a tinik, hanem jóval szélesebb korosztály is kedvelte.
A csatorna szerkesztői szándékosan törekedtek a nézők bevonására, az interaktivitás fokozására. Több műsorba be lehetett telefonálni, és a nézők kérésére olyan, rétegigényt kielégítő videóklipeket játszottak le akár főműsoridőben is, amit más zenecsatornák egyáltalán nem tűznek műsorukra.
A Top Tv-ben egyáltalán nem használtak súgógépet.

## A Top tv műsorai
- a'la Carte
- Top 44 (Apukám világa)
- Bu-rock
- Dee Zone
- Greatest Hits
- Hapták
- Izé
- Jazz Óra
- Maradék
- Old Top
- RAPadt-Sarok
- Sztárszáj
- Daráló

## Megszűnésének okai
A milliós nézőszám is kevésnek bizonyult, hogy az első magyar zenei csatorna életben maradjon. A kudarc okai összetettek voltak:
- A Top Tv az indulás pillanatától kezdve pazarlóan működött. 24 órás műsort sugárzott, hatalmas stáb segítette a munkát. (A Viva elődjeként, 1997. júniusában indult Z+ csatornának azért sikerülhetett ugyanez, mert működése első évében nem sugárzott 24 órában és jóval kevesebb saját gyártású műsora készült. Mire a Z+ adása 24 órás lett, a korabeli kezdetleges digitális technika fejlődése miatt a műholdak képesek lettek többször annyi jel továbbítására, ami a sávszélességi díj jelentős csökkenését eredményezte.[j 7])
- A kereskedelmi televíziók működésének törvényi szabályozása, valamint a kábelszolgáltatók technikai berendezésének hiányosságai.[j 8] (1996-ban lépett hatályba az éles belpolitikai csatározásoktól fűtött Médiaháborút lezáró első médiatörvény.[3][4])
- A kilencvenes évek közepén még gyerekcipőben járt a nézőszámmérés Magyarországon. Szintén hozzájárult tehát a csatorna rövid létezéséhez, hogy a hirdetők és a nagy lemezkiadók "kivártak", és csak az első féléves nézettségi adatok után kezdtek hirdetéseket vásárolni a Top Tv-n, addigra viszont a csatorna már jelentős tartozást halmozott fel. (A televíziós tartalmak nézettségét 1994 óta mérik. Fontossága a profitorientált országos kereskedelmi adók térnyerésével nőtt meg.[5])
- A legnagyobb problémát a Top Tv tulajdonosa, a WVM Lízing és Pénzügyi Rt. tőkehiánya, törvénysértő működése[j 9] a lízingpiacon helytelennek bizonyult üzleti gyakorlata,[j 10] valamint adósainak fizetési morálja jelentette. A WVM Lízing és Pénzügyi Rt. ellen 1996-ban indított felszámolási eljárás 2001 novemberében ért véget.[j 11]

1996 tavaszán a csatorna csődbe ment. Vezetősége ígérte, hogy pár hónapos kihagyással újraindítják a Top Tv-t, de ez nem történt meg. Műsora már csak a nézők emlékeiben és a közönség által rögzített VHS kazettákon él. A korábban a csatornánál tevékenykedő stáb egy része a Z+ csatornához igazolt át. A Top Tv műsorvezetői közül egyedül Rákay Philip folytatta munkáját a később indult zenetévéknél.

## Műholdas vétel egykori adatai
- Kopernikus 2 (Keleti 28,5 fok)
- 12,591 GHz, vertikális polarizáció
- PAL/Nokia Line Shuffling, Audio: 6,60 MHz (mono)